# Gaediopsis rufescens
Gaediopsis rufescens là một loài ruồi trong họ Tachinidae.